# Hans-Joachim Hecht
Hans-Joachim Hecht genannt Hajo H. (* 29. Januar 1939 in Luckenwalde) ist ein deutscher Schachgroßmeister.

## Werdegang
Hans-Joachim Hecht, der seit 1973 den Großmeistertitel trägt, war bis Mitte der 1970er Jahre Berufsschachspieler. Er gab das unsichere Profitum für eine Angestelltenlaufbahn in der Kommunalverwaltung Solingen auf. 1974 heiratete er Annemarie Zeitler, die Schwester des starken blinden deutschen Schachspielers Hans Zeitler. Er hat zwei Söhne, Christoph und Volkmar, die ebenfalls starke Spieler sind.

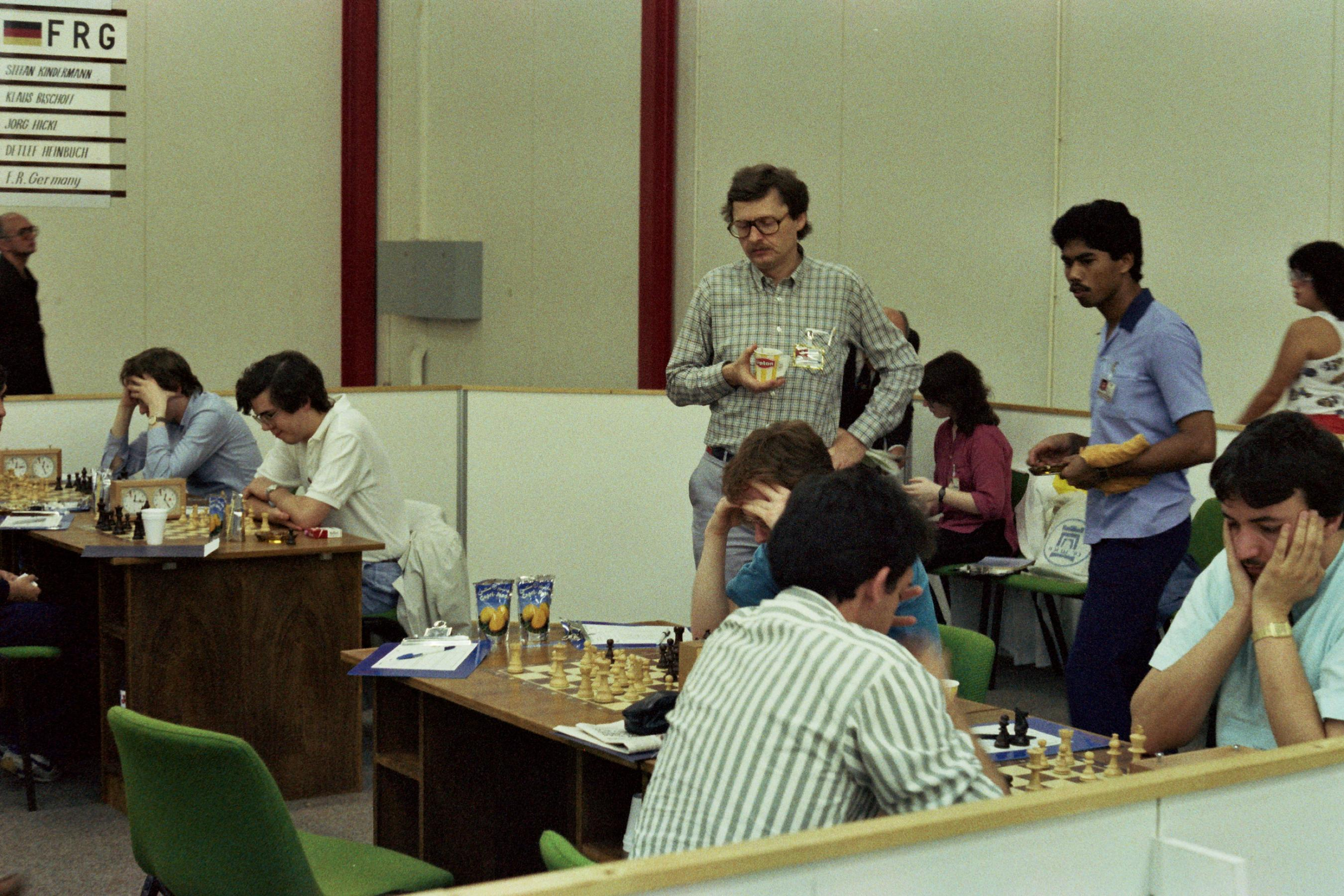
Stefan Kindermann, Klaus Bischoff, Jörg Hickl, Detlef Heinbuch und in der Mitte stehend Hans-Joachim Hecht auf der Schacholympiade 1986 in Dubai

Hecht wurde 1958 in Hitzacker Deutscher Jugendmeister und gewann 1964 den Dähne-Pokal. 1970 war er Erster bei der Deutschen Meisterschaft in Völklingen. 1963 in Bad Pyrmont und 1967 in Kiel wurde er jeweils Dritter.
Er nahm für die Bundesrepublik Deutschland an zehn Schacholympiaden teil, und zwar 1962 in Warna, 1968 in Lugano, 1970 in Siegen, 1972 in Skopje, 1974 in Nizza, 1978 in Buenos Aires, 1980 in Valletta, 1982 in Luzern, 1984 in Thessaloniki und 1986 in Dubai. Außerdem nahm Hecht an der Mannschaftsweltmeisterschaft 1985 teil, wo er am fünften Brett das beste Einzelergebnis erreichte, sowie an den Mannschaftseuropameisterschaften 1965, 1973 und 1977.
Seine größten Triumphe feierte er bei seinen Turniersiegen in Bad Pyrmont 1970, Olot 1971, Málaga 1972 und in Dortmund 1973 bei der 2. Internationalen Deutschen Einzelmeisterschaft, an der auch Boris Spasski und Paul Keres teilnahmen.
Hecht wurde 1974, 1975, 1980 und 1981 mit der Solinger SG 1868, 1985, 1986, 1989 und 1990 mit dem FC Bayern München deutscher Mannschaftsmeister. Mit Solingen gewann er außerdem 1976 den European Club Cup, an dem er insgesamt siebenmal teilnahm (je dreimal mit Solingen und München, einmal mit Sparkasse Schwarzach). Er war lange Jahre hindurch Sekundant des deutschen Spitzenspielers Robert Hübner.
Hecht wurde 1976 das Silberne Lorbeerblatt, die höchste sportliche Auszeichnung in Deutschland, verliehen.
In den letzten Jahren beschäftigte er sich mit der Nachwuchsförderung des Schachvereins Fürstenfeldbruck und trat recht erfolgreich bei internationalen Senioren-Turnieren auf, wie 2005 bei der Senioren-Weltmeisterschaft in Lignano Sabbiadoro, Italien (Platz 9 von 140 Teilnehmern).
| Die zur Anzeige dieser Grafik verwendete Erweiterung wurde dauerhaft deaktiviert. Wir arbeiten aktuell daran, diese und weitere betroffene Grafiken auf ein neues Format umzustellen. (Mehr dazu) |

## Partiebeispiel
|   | a | b | c | d | e | f | g | h |   |
| 8 |   |   |   |   |   |   |   |   | 8 |
| 7 |   |   |   |   |   |   |   |   | 7 |
| 6 |   |   |   |   |   |   |   |   | 6 |
| 5 |   |   |   |   |   |   |   |   | 5 |
| 4 |   |   |   |   |   |   |   |   | 4 |
| 3 |   |   |   |   |   |   |   |   | 3 |
| 2 |   |   |   |   |   |   |   |   | 2 |
| 1 |   |   |   |   |   |   |   |   | 1 |
|   | a | b | c | d | e | f | g | h |   |

In der folgenden Partie besiegte Hecht mit den weißen Steinen in Dortmund 1973 den Exweltmeister Spasski in einer glänzend geführten Angriffspartie.
Hecht–Spasski 1:0
Dortmund, 18. Mai 1973
Sizilianische Verteidigung (Rossolimo-Variante), B31
1. e4 c5 2. Sf3 Sc6 3. Lb5 g6 4. 0–0 Lg7 5. Te1 Sf6 6. Sc3 0–0 7. Lxc6 bxc6 8. h3 d6 9. e5 Sd7 10. exd6 exd6 11. d3 Tb8 12. Lg5 f6 13. Lf4 Se5 14. Tb1 Tb7 15. Se4 Sf7 16. Ld2 Te8 17. La5! (17. … Dxa5? 18. Sxf6+! Lxf6 19. Txe8+ Kg7 20. Txc8 und gewinnt...) Dd7 18. Lc3 Te6 19. Dd2 Dd8 20. La5 Df8 21. Lc3 d5 22. Sg3 Dd6 23. b3 Lh6 24. Txe6 Lxe6 25. De2 Ld7 26. Te1 Lf8 27. Lb2 Lc8 28. Dd2 Kg7 29. La3 Dd8 30. Dc3 Tb5 31. d4 Da5 32. Dxa5 Txa5 33. Lxc5 Lxc5 34. dxc5 Kf8 35. Sd4 Sd8 36. Sge2 Txc5 37. Sf4 Ld7 38. f3 Ta5 39. a4 c5 40. Sde6+ Sxe6 41. Sxe6+ Kg8 42. Sc7 d4 43. Se6 c4 44. Sxd4 Kf7 45. Kf2 h5 46. h4 Td5 47. Ke3 g5 48. g3 Te5+ 49. Kf2 cxb3 50. cxb3 Txe1 51. Kxe1 Ke7 52. Kd2 Kd6 53. Kd3 Ke5 54. a5 a6 55. b4 Kd5 56. Kc3 gxh4 57. gxh4 Ke5 58. Kc4 Kd6 59. b5 axb5+ 60. Sxb5+ Ke5 61. Kc5 Lc8 62. Kb6 Lh3 63. a6 Lg2 64. f4+ Kxf4 65. Sd6 f5 66. Sb7 Kg3 67. a7 f4 68. a8=D f3 69. Db8+ 1:0

## Werke
- Schach- und Turniertaktik. Beyer, Hollfeld 1980.
- (zusammen mit Manfred van Fondern) Meisterpartien 1960–1975. Beyer, 3. Auflage, Hollfeld 1982, ISBN 3-921202-23-X.
- (zusammen mit Gerd Treppner) Schach-Weltmeisterschaft 86. Revanche-Kampf. Beyer, Hollfeld 1986, ISBN 3-88805-069-3.
- (zusammen mit Sergiu Samarian, Klaus Klundt, Theo Schuster) Schacholympiade Dubai 1986. Deutsche Schachblätter/Schach-Report, Hollfeld, 1987 (Sonderband), ISBN 3-88805-071-5, ISSN 0930-8121.
- Königswege im Schach. Edition Olms, Zürich 2009, ISBN 978-3-283-01013-3.
- Rochaden: Schacherinnerungen. Edition Marco, Berlin 2015, ISBN 978-3-924833-69-5.